# Honoriusz IV Grimaldi
Honore Grimaldi, książę Monako, książę Valentinois (ur. 17 maja 1758, zm. 16 lutego 1819 w Paryżu) – 7. książę Monako od 30 maja 1814 do 16 lutego 1819, syn księcia Honoriusza III Grimaldi i księżnej Marii de Brignole.

## Dzieciństwo i młodość
Honoriusz urodził się 17 maja 1758. Jego ojcem był Honoriusz III Grimaldi, książę Monako, a matką Maria de Brignole. Miał młodszego brata Józefa (ur. 1763, zm. 1816). Jego dziadkami ze strony ojca byli książę Jakub I oraz księżna Ludwika Hipolita Grimaldi, jedyna kobieta na tronie Monako.

## Małżeństwo i rodzina
15 lipca 1777 roku poślubił w Paryżu księżną Ludwikę d’Aumont Mazarin, jedyną spadkobierczynię fortuny rodu Mazarin, krewną słynnego francuskiego kardynała Juliusza Mazarina. 14 maja 1778 urodził się ich pierwszy syn, Honoriusz V Grimaldi. 10 października 1785 na świat przyszedł również Florestan I Grimaldi. Obydwaj zasiedli na tronie Monako. Honoriusz i Ludwika rozwiedli się oficjalnie w 1798 roku.

## Książę Monako
W czasie Wielkiej Rewolucji Francuskiej rodzina została rozdzielona: chory Honoriusz IV mieszkał ze swoim ojcem, księciem Honoriuszem III. We wrześniu 1793 Honoriusz III, Honoriusz IV, Ludwika i ośmioletni Florestan zostali aresztowani przez rewolucjonistów i zamknięci w barakach Sevres. Ludwika i Florestan zostali jedna uwolnieni przez doktora Desormeaux, przyjaciela rodziny Grimaldich, który pozwolił im pozostać w swoim domu do czasu zakończenia terroru. Honoriusz IV przebywał w więzieniu przez piętnaście miesięcy, coraz bardziej słabnąc.
21 marca 1795 zmarł jego ojciec, Honoriusz III Grimaldi i został kolejnym księciem Monako jako Honoriusz IV. W tym czasie Monako znajdowało się jednak w krytycznej sytuacji - państwo wcielono do Republiki Francuskiej jako Fort Hercules. Braciom Grimaldim, Honoriuszowi i Józefowi siedem lat zajęło wyzwolenie księstwa spod władzy francuskiej i odzyskanie możliwości rządzenia w kraju.
Honoriusz IV ponownie zasiadł na tronie 30 maja 1814, jednak ciągle pogarszał się jego stan zdrowia. Po kilku latach wyznaczył na swojego regenta księcia Józefa, który sprawował władzę zaledwie przez pięć dni (od 17 czerwca do 23 czerwca 1814), gdyż przeciwko decyzji księcia zbuntował się jego syn, Honoriusz V Grimaldi. Rościł sobie prawa do rządzenia jako prawowity następca tronu, ponadto tego samego zdania była jego matka i była żona Honoriusza IV, księżna Ludwika. 23 czerwca 1814 w imieniu Honoriusza V rządy przejął Rada Stanu, a od 3 marca 1815 Honoriusz V był już samodzielnym regentem w imieniu ojca. Tron objął 16 lutego 1819, w dniu śmierci Honoriusza IV.
Książę Honoriusz IV zmarł w Paryżu 16 lutego 1819.